# IC 3097
IC 3097 ist eine elliptische Zwerggalaxie vom Hubble-Typ dE im Sternbild Jungfrau auf der Ekliptik. Sie ist schätzungsweise 53 Millionen Lichtjahre von der Milchstraße entfernt. Unter der Katalogbezeichnung VCC 216 wird sie als Mitglied des Virgo-Galaxienhaufens aufgeführt.

Das Objekt wurde am 10. Februar 1900 von dem deutschen Astronomen Arnold Schwassmann entdeckt.